# Hatkehlū
Hatkehlū (persiska: هتكه لو) är en ort i Iran.   Den ligger i provinsen Mazandaran, i den norra delen av landet, 150 km nordost om huvudstaden Teheran. Hatkehlū ligger 153 meter över havet och antalet invånare är 103.
Terrängen runt Hatkehlū är kuperad söderut, men norrut är den platt.Runt Hatkehlū är det ganska glesbefolkat, med 34 invånare per kvadratkilometer. Närmaste större samhälle är Kotī Lateh, 0,89 km öster om Hatkehlū. I omgivningarna runt Hatkehlū växer huvudsakligen savannskog.